# Blaž Kavčič (tenisač)
Blaž Kavčič, slovenski tenisač, * 5. marec 1987, Ljubljana.
Rodil se je v športni družini Aleksandru Kavčiču in Bojani Dornig.
Profesionalec je postal leta 2005 s stalnim prebivališčem v Ljubljani. Njegova najboljša uvrstitev na lestvici ATP med posamezniki je 68. mesto (6. avgust 2012), kar je bila do tedaj najvišja uvrstitev zgodovini moškega tenisa. Posamično je osvojil 12 turnijev serije Challenger in 2 v seriji Futures. Postal je prvi Slovenec, ki se je na ATP lestvici uvrstil med 100 najboljših, zmagal posamičen dvoboj na turnirju za Grand Slam, se uvrstil v moškem tenisu na Olimpijske igre in je najbolje plačan slovenski moški igralec. Postal je drugi Slovenec na ATP turneji, ki je z denarnimi nagradami zaslužil preko 1 milijon ameriških dolarjev.

## Kariera

### 2005-2009
Kavčič je začel profesinalno pot leta 2005, prva tri leta pa je igral samo na turnirjih serije Futures in ATP Challenger Series. Leta 2006 je za Slovenijo debitiral v Davisovem pokalu.
Leta 2008 se je kvalificiral na svoj prvi ATP turnir v Zagrebu, kjer je izgubil proti Roko Karanušiću. V Pörtschachu pa je v drugem krogu izgubil proti Igor Kunitsynu. Sezono je končal na #260 mestu.
Leta 2009 ni igral na nobenem ATP turniju. Igral pa je v kvalifikacijah na treh Grand Slam turnirjih, a se mu na nobenem ni uspelo prebiti naprej. Igral je v Davisovem pokalu.

### 2010
Leta 2010 je prišel do drugega kroga vHoustonu na pesku, kjer pa je izgubil proti Sam Querreyu.
Kavčič je zaigral Odprtem prvenstvu Francije 2010 kjer je dobil svoj prvi Grand dvoboj z Eduardo Schwankom. Postal je prvi Slovenec, ki se je na turnir za Grand Slam uvrstil direktno brez kvalifikacij.
V Davisom pokalu je z Slovenijo zmagal v 2. evroafriški skupini, kar ji je omogočilo preboj višje v 1. evroafriško skupino.

### 2011
Na 2011 Chennai Open je prišel do svojega prvega četrfinala na ATP. Izgubil je proti Tomáš Berdychu iz Češke.
Na Odprtem prvenstvu Avstralije 2011 je zmagal svoj prvi dvoboj v Avstraliji. Postal je prvi Slovenec ki je prišel do drugega kroga Avstalije.
Kot prvi Slovenec je zaigral na turnirju serije ATP Masters 1000 na 2011 Sony Ericsson Open v Miamiju, kjer je v prvem krogu izgubil 6-3, 4-6, 5-7 proti Olivier Rochusu.
Na Serbia Open je v svojem drugem četrfinalu izgubil 2-6, 3-6 proti Novak Djokoviću.
Na 2011 Swedish Open je v svojem tretjem četrfinalu izgubil proti 1-6, 4-6 proti Tomáš Berdychu.
Zaigral je na svojem prvem Odprtem prvenstvu ZDA 2011 in izgubil v prvem krogu. Prvič je zaigral tudi v moških dvojicah na Grand Slam turnirjih.

### 2012
Na Odprtem prvenstvu Avstralije 2012 je v drugem krogu z 4-6, 5-7, 3-6 izgubil proti Juan Martín del Potro.
Na Odprtem prvenstvu Francije 2012 je v drugem krogu z 0-6, 4-6, 4-6 izgubil proti Novak Djokovicu.
Na Poletnih olimpijskih igrah 2012 je v drugem krogu izgubil proti David Ferrerju. S tem je postal prvi Slovenec pri moških ki je zaigral na Olimpijskih igrah

### 2013
Je na Odprtem prvenstvu Avstralije 2013 prvič in kot prvi Slovenec prišel do tretjega kroga. Potem ko je v prvem krogu premagal Thomaz Belluccija, v drugem pa James Duckwortha je v tretjem krogu 2-6 1-6 4-6 izgubil proti tretje postaljenemu Jo-Wilfried Tsongaju.
Na Odprtem prvenstvu Francije 2013 je v drugem krogu v petem nizu izgubil proti Andreas Seppiju.

## Posamični naslovi (14)
| Legenda (posamično) |
| Challengers (12)    |
| Futures (2)         |

| št. | Datum              | Turnir      | Podlaga | Nasprotnik v finalu   | Izid             |
| 1.  | 21. avgust, 2006   | Čakovec     | pesek   | Predrag Rusevski      | 6–3 6-3          |
| 2.  | 4. september, 2006 | Zagreb      | pesek   | Rok Jark              | 6–4 7–5          |
| 3.  | 25. maj 2009       | Alessandria | pesek   | Jesse Levine          | 7-5 6-3          |
| 4.  | 23.junij 2009      | Constanta   | pesek   | Julian Reister        | 3-6 6-3 6-4      |
| 5.  | 21.avgust 2010     | Qarshi      | trda    | Michael Venus         | 7–6(6), 7–6(5)   |
| 6.  | 5.september 2010   | Rijeka      | pesek   | Ruben Ramirez-Hidalgo | 6–4, 3–6, 7–6(5) |
| 7.  | 26.september 2010  | Ljubljana   | pesek   | David Goffin          | 6–2, 4–6, 7–5    |
| 8.  | 18.september 2011  | Banja Luka  | pesek   | Pere Riba             | 6–4, 6–1         |
| 9.  | 28.april 2012      | São Paulo   | pesek   | Júlio Silva           | 6–3, 7–5         |
| 10. | 10.junij 2012      | Fürth       | pesek   | Sergiy Stakhovsky     | 6–3, 2–6, 6–2    |
| 11. | 26. avgust 2013    | Bangkok     | trda    | Suk-Young Jeong       | 6–3 6-1          |
| 12. | 9. junij 2014      | Fergana     | trda    | Alexander Kudryavtsev | 6-4 7-6(8)       |
| 13. | 16. junij 2014     | Tianjin     | trda    | Alexander Kudryavtsev | 6-2 3-6 7-5      |
| 14. | 7. julij 2014      | Portoroz    | trda    | Gilles Muller         | 7-5 6-7(4) 6-1   |

## Davisov pokal

### Posamično (16–8)
| Tekmovanje                     | Krog | Datum       | Proti         | Površina  | Nasprotnik         | Rezultat                 | Izid  |
| ------------------------------ | ---- | ----------- | ------------- | --------- | ------------------ | ------------------------ | ----- |
| II. evroafriška skupina (2006) | 1R   | 4-apr-2006  | Alžirija      | pesek     | Rachid Baba-Aisa   | 6–0, 6–1                 | zmaga |
| II. evroafriška skupina (2008) | 1R   | 11-apr-2008 | Ciper         | trda      | Marcos Baghdatis   | 4–6, 3–6, 4–6            | poraz |
| II. evroafriška skupina (2008) | 1R   | 13-apr-2008 | Ciper         | trda      | Photos Kallias     | 6–1, 6–1                 | zmaga |
| II. evroafriška skupina (2008) | RPO  | 20-jul-2008 | Tunizija      | pesek     | Haithem Abid       | 6–3, 3–6, 3–6, 7–5, 6–2  | zmaga |
| II. evroafriška skupina (2009) | 1R   | 6-mar-2009  | Egipt         | tepih (I) | Karim Maamoun      | 6–0, 6–2, 6–2            | zmaga |
| II. evroafriška skupina (2009) | 1R   | 8-mar-2009  | Egipt         | tepih (I) | Mahmoud Ezz        | 3–6, 7–6(7–5), 6–4       | zmaga |
| II. evroafriška skupina (2009) | QF   | 10-jul-2009 | Litva         | pesek     | Gvidas Sabeckis    | 6–2, 6–3, 6–1            | zmaga |
| II. evroafriška skupina (2009) | SF   | 20-sep-2009 | Latvija       | tepih (I) | Andis Juška        | 3–6, 4–6, 2–6            | poraz |
| II. evroafriška skupina (2010) | 1R   | 5-mar-2010  | Norveška      | trda (I)  | Stian Boretti      | 6–2, 6–4, 6–2            | zmaga |
| II. evroafriška skupina (2010) | QF   | 9-jul-2010  | Bulgarija     | pesek     | Grigor Dimitrov    | 1–6, 6–1, 6–0, 6–3       | zmaga |
| II. evroafriška skupina (2010) | QF   | 11-jul-2010 | Bulgarija     | pesek     | Todor Enev         | 6–2, 6–1                 | zmaga |
| II. evroafriška skupina (2010) | SF   | 17-sep-2010 | Litva         | trda (I)  | Ričardas Berankis  | 6–3, 2–6, 6–7(9–11), 4–6 | poraz |
| II. evroafriška skupina (2010) | SF   | 19-sep-2010 | Litva         | trda (I)  | Laurynas Grigelis  | 6–4, 7–6(7–4), 7–6(7–5)  | zmaga |
| I. evroafriška skupina (2011)  | 1R   | 4-mar-2011  | Finska        | pesek (I) | Harri Heliovaara   | 4–6, 6–2, 6–3, 6–4       | zmaga |
| I. evroafriška skupina (2011)  | 1R   | 6-mar-2011  | Finska        | pesek (I) | Jarkko Nieminen    | 3–6, 4–6, 6–4, 4–6       | poraz |
| I. evroafriška skupina (2011)  | 2R   | 8-jul-2011  | Italija       | pesek     | Potito Starace     | 6–3, 3–6, 2–6, 4–6       | poraz |
| I. evroafriška skupina (2012)  | 1R   | 10-feb-2012 | Danska        | trda (I)  | Frederik Nielsen   | 6–2, 6–4, 6–4            | zmaga |
| I. evroafriška skupina (2012)  | 2R   | 6-apr-2012  | Južna Afriška | trda      | Ruan Roalofse      | 6-7(5–7), 6-1, 6-1, 6-3  | zmaga |
| I. evroafriška skupina (2012)  | 2R   | 8-apr-2012  | Južna Afriška | trda      | Izak van der Merwe | 6-7(3–7), 4-6, 4-6       | poraz |
| I. evroafriška skupina (2013)  | 1R   | 2-feb-2013  | Poljska       | trda (I)  | Jerzy Janowicz     | 3-6, 3-6, 5-7            | poraz |
| I. evroafriška skupina (2013)  | PO   | 13-sep-2013 | Južna Afriška | pesek     | Ruan Roalofse      | 6-1, 6-3, 6-4            | zmaga |
| I. evroafriška skupina (2014)  | 1R   | 31-jan-2014 | Portugalska   | trda (I)  | Gastão Elias       | 7–6(16–14), 6–1, 6–4     | zmaga |
| I. evroafriška skupina (2014)  | 1R   | 2-feb-2014  | Portugalska   | trda (I)  | João Sousa         | 7-5, 7–5, 6–2            | zmaga |
| I. evroafriška skupina (2014)  | 2R   | 4-Apr-2014  | Izrael        | pesek     | Amir Weintraub     | 6–4, 5–7, 3-6, 6–3, 4-6  | poraz |

### Dvojice (4–2)
| Tekmovanje                    | Krog | Datum       | Partner      | Proti                  | Površina | Nasprotnik                           | Rezultat                     | Izid  |
| ----------------------------- | ---- | ----------- | ------------ | ---------------------- | -------- | ------------------------------------ | ---------------------------- | ----- |
| I. evroafriška skupina (2011) | 2R   | 9-jul-2011  | Grega Žemlja | Italija                | pesek    | Potito Starace Daniele Bracciali     | 6–7(3–7), 6–7(4–7), 2–6      | poraz |
| I. evroafriška skupina (2012) | 1R   | 2-feb-2012  | Grega Žemlja | Danska                 | trda (I) | Thomas Kromann Frederik Nielsen      | 6–4, 6–7(7–5), 6–4, 7–5      | zmaga |
| I. evroafriška skupina (2012) | 2R   | 7-apr-2012  | Grega Žemlja | Južnoafriška republika | trda     | Raven Klaasen Izak van der Merwe     | 7-6(7–5), 6-7(4–7), 1-6, 4-6 | poraz |
| I. evroafriška skupina (2013) | 1R   | 2-feb-2013  | Grega Žemlja | Poljska                | trda (I) | Mariusz Fyrstenberg Marcin Matkowski | 6–3, 2–6, 6–2, 4–6, 13-11    | zmaga |
| I. evroafriška skupina (2013) | PO   | 13-sep-2013 | Blaž Rola    | Južnoafriška republika | pesek    | Raven Klaasen Nikala Scholtz         | 7-5, 6-1, 7-6(7–4)           | zmaga |
| I. evroafriška skupina (2014) | 1R   | 1-feb-2014  | Grega Žemlja | Portugalska            | trda (I) | Gastão Elias João Sousa              | 6-3, 7-5, 7–6(7–5)           | zmaga |

## Posamični nastopi
| Tournament          | 2006    | 2007    | 2008 | 2009    | 2010    | 2011    | 2012 | 2013    | 2014    | 2015    | 2016 | 2017 | 2018 | W–L   |
| ------------------- | ------- | ------- | ---- | ------- | ------- | ------- | ---- | ------- | ------- | ------- | ---- | ---- | ---- | ----- |
| Grand Slam          |         |         |      |         |         |         |      |         |         |         |      |      |      |       |
| Australian Open     | A       | A       | A    | Q2      | 1R      | 2R      | 2R   | 3R      | 2R      | 1R      | A    | Q2   | 1R   | 5–7   |
| French Open         | A       | A       | A    | A       | 2R      | 2R      | 2R   | 2R      | Q2      | 1R      | A    | Q2   |      | 4–5   |
| Wimbledon           | A       | A       | A    | Q3      | 1R      | 1R      | 1R   | 1R      | A       | 2R      | Q1   | Q1   |      | 1–5   |
| US Open             | A       | A       | A    | Q3      | A       | 1R      | 1R   | Q2      | 3R      | A       | Q2   | 1R   |      | 2–3   |
| Zmage–porazi        | 0–0     | 0–0     | 0–0  | 0–0     | 1–3     | 2–4     | 2–4  | 3–3     | 3–1     | 1–3     | 0–0  | 0–1  | 0–1  | 12–20 |
| Olimpijske igre     |         |         |      |         |         |         |      |         |         |         |      |      |      |       |
| OI                  | Ni bilo | Ni bilo | A    | Ni bilo | Ni bilo | Ni bilo | 2R   | Ni bilo | Ni bilo | Ni bilo | A    | NH   | NH   | 1–1   |
| Zmage–porazi        | 0–0     | 0–0     | 0–0  | 0–0     | 0–0     | 0–0     | 1–1  | 0–0     | 0–0     | 0–0     | 0–0  | 0–0  | 0–0  | 1–1   |
| Kariera             |         |         |      |         |         |         |      |         |         |         |      |      |      |       |
| Skupno zmage–porazi | 1–0     | 0–0     | 3–3  | 3–2     | 7–8     | 13–18   | 6–15 | 11–15   | 7–7     | 3–10    | 0–0  | 1–2  | 1–5  | 56–85 |
| Zmage %             | 100%    | –       | 50%  | 60%     | 47%     | 42%     | 29%  | 42%     | 50%     | 23%     | –    | 50%  | 17%  | 40%   |
| Letna lestvica      | 493     | 440     | 260  | 125     | 112     | 92      | 92   | 102     | 105     | 151     | 217  | 310  |      | N/A   |